# Ineke Dedden
Ineke Dedden (Wanneperveen, 21 december 1993) is een Nederlands langebaanschaatsster. 
Bij het NK junioren werd Dedden enkele malen nationaal kampioen op de 3000 en 5000 meter.
In 2017 veroverde Dedden de titel op het Open NK marathon op natuurijs, op de Weissensee bij het Oostenrijkse Techendorf.
Eind 2018 nam Dedden deel aan de 5000 meter op het NK afstanden, waar ze vijfde werd.

## Records

### Persoonlijke records[5]
| Afstand    | Tijd    | Datum            | Baan       |
| ---------- | ------- | ---------------- | ---------- |
| 500 meter  | 41,32   | 19 december 2020 | Heerenveen |
| 1000 meter | 1.21,09 | 28 november 2020 | Heerenveen |
| 1500 meter | 2.00,59 | 21 januari 2017  | Heerenveen |
| 3000 meter | 4.07,12 | 29 december 2018 | Heerenveen |
| 5000 meter | 7.02,68 | 30 december 2018 | Heerenveen |

## Resultaten
| Jaar | NK Afstanden             | NK Allround |
| ---- | ------------------------ | ----------- |
| 2015 |                          | NC16        |
| 2016 | 18e 3000m 18e massastart |             |
| 2017 |                          | NC10        |
| 2018 | 22e 1500m 14e 3000m      |             |
| 2019 | 8e 3000m 5e 5000m        |             |
| 2020 | 10e 3000m 7e 5000m       |             |
| 2021 | 16e 3000m 10e 5000m      | NC17        |